# Karl Steinacker

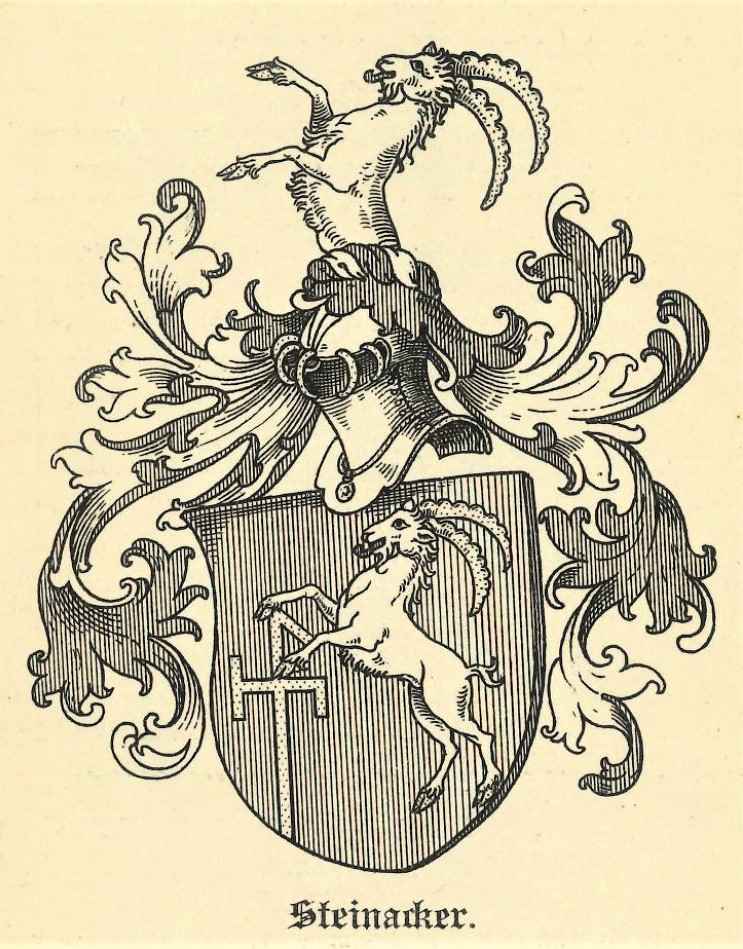
Wappen der Familie Steinacker

Franz Hilmar Karl Steinacker (* 2. September 1872 in Wolfenbüttel; † 31. Januar 1944 in Braunschweig) war ein deutscher Kunsthistoriker und von 1910 bis 1935 Leiter des Braunschweigischen Landesmuseums.

## Familie
Franz Hilmar Karl Steinacker entstammte der bürgerlichen Familie Steinacker, die seit Beginn des 16. Jahrhunderts urkundlich in Quedlinburg nachgewiesen ist. Die ununterbrochene Stammfolge beginnt mit Hans Steinacker, der 1530 Ratsherr und Kämmerer der Stadt Quedlinburg war. Dessen Enkel war Philipp Steinacker (um 1565–1613), Jurist sowie fürstlich-sächsischer Rat und Hofgerichtsassessor zu Coburg. Steinackers Urgroßvater war der Kaufmann und Fabrikbesitzer Hieronymus Karl Steinacker (1775–1813), später Gutsadministrator des Grafen Wrisberg, danach Bürgermeister und Stadtkämmerer in Holzminden sowie herzoglicher Kreissekretär, sein Großvater der Jurist Heinrich Friedrich Karl Steinacker (1801–1847).
Steinacker war der Sohn des Lehrers und Kunstschriftstellers Eduard Steinacker (1839–1893) und dessen Ehefrau Ilse geb. von Strombeck. Steinackers Vater wirkte seit 1884 im Rang als Professor am Realgymnasium in Braunschweig.

## Leben
Steinacker besuchte das Braunschweiger Wilhelm-Gymnasium, wo u. a. Heinrich Jasper, Alfred Dedekind und Friedrich-Werner Graf von der Schulenburg zu seinen Mitschülern zählten. Zu Johannis 1891 wechselte er an das Martino-Katharineum und bestand dort 1894 das Abitur.
Nach dem Militärdienst studierte er ab 1895 Rechtswissenschaften an der Universität München. Er wechselte nach vier Semestern zu einem Studium der Kunstgeschichte, Klassischen Archäologie und Germanistik in Berlin, München, Straßburg und Heidelberg. Seine akademischen Lehrer waren unter anderen der Münchener Archäologe Adolf Furtwängler, der Straßburger Kunsthistoriker Georg Dehio sowie der Heidelberger Kunsthistoriker Henry Thode. Bei Thode schrieb Steinacker seine Dissertation über „Die Holzbaukunst Goslars, Ursachen ihrer Blüte und ihres Verfalls“ und wurde 1899 zum Dr. phil. promoviert. Es folgte ein Studienaufenthalt in Italien, bevor er im April 1901 eine Praktikantenstelle am Hamburger Museum für Kunst und Gewerbe unter Justus Brinckmann antrat. Er wurde 1903 Mitglied der Burschenschaft Teutonia Berlin.
Brinckmann vermittelte Steinacker eine Stelle als wissenschaftliche Hilfskraft in Braunschweig. Dort inventarisierte Steinacker unter dem Direktor des Herzoglichen Museums, Paul Jonas Meier (1857–1946), die „Bau- und Kunstdenkmäler des Herzogtums Braunschweig“. Die Publikation gleichen Namens erschien in den Jahren 1904 bis 1922. Im Jahre 1910 wurde er als Museumsinspektor zum wissenschaftlichen Leiter des Vaterländischen Museums, dem Vorläufer des heutigen Braunschweigischen Landesmuseums, berufen. Während seines Direktorats erweiterte er die Sammlungen und systematisierte die Bestände. Steinacker sorgte für die Rettung der Inneneinrichtung der 1924 abgerissenen Hornburger Synagoge. Diese ist heute Mittelpunkt des Jüdischen Museums des BLM. Im Jahre 1928 wurde ein typisches Bortfelder Bauernhaus im Museumsgarten wiedererrichtet. Steinacker trat 1935 in den Ruhestand. Das „Vaterländische Museum“ ging im selben Jahr in staatliche Trägerschaft über und erhielt 1938 den heutigen Namen „Braunschweigisches Landesmuseum“. Nach Beginn des Zweiten Weltkriegs übernahm Steinacker 1939 aufgrund des resultierenden Personalmangels die kommissarische Leitung des Herzog Anton Ulrich-Museums. Dort bestimmte er den Leiter der Graphischen Sammlung Hans Werner Schmidt zu seinem Testamentsvollstrecker.
Der Junggeselle Steinacker starb im Januar 1944 und vererbte seinen Besitz dem Braunschweigischen Landesmuseum.

## Ehrungen
Steinacker erhielt zahlreiche Ehrungen wie das 1911 durch den Großherzog von Hessen verliehene Ritterkreuz des Ordens Philipps des Großmütigen und den 1913 verliehenen preußischen Roten Adlerorden. Den Professorentitel erhielt er 1915. Im Jahre 1942 folgte die Ehrung mit der Goethe-Medaille für Kunst und Wissenschaft. Anlässlich seines 70. Geburtstages wurde er am 2. September 1942 zum Ehrenmitglied des Braunschweigischen Landesvereins für Heimatschutz ernannt.
Nach ihm ist die Karl-Steinacker-Straße in Braunschweig-Gliesmarode benannt.

## Werke (Auswahl)
- Die Bau- und Kunstdenkmäler des Kreises Blankenburg. (Die Bau- und Kunstdenkmäler des Landes Braunschweig. Band 6), Zwissler, Wolfenbüttel 1922 (Neudruck mit dem Titel Die Kunstdenkmale des Kreises Blankenburg nebst Teilen des Kreises Grafschaft Hohenstein. Wenner, Osnabrück 1979, ISBN 3-87898-143-0).
- Die Stadt Braunschweig. Stuttgart, 1924 (Neuauflage Archiv Verlag, Braunschweig 2006, DNB 97926412X).
- mit Paul J. Meier: Die Kunstdenkmale der Stadt Braunschweig. Appelhans, Braunschweig 1926. (Neudruck Wenner, Osnabrück 1978, ISBN 3-87898-138-4).